# Ограбление на Бейкер-стрит

Схема проникновения воров в банк

Ограбление на Бейкер-стрит — кража денег и драгоценностей из банковских ячеек филиала банка «Ллойдс» (Lloyds Bank), совершённое в Лондоне на углу Бейкер-стрит и Марилебон-роуд ночью 11 сентября 1971 года. 
Арендовав помещение пустующего магазина кожгалантереи Le Sac, расположенного рядом с банком, воры в течение нескольких выходных вырыли 15-метровый тоннель. Они пытались вскрыть сейф резаком, однако в итоге использовали взрывчатку. Преступники унесли примерно 1,5 миллиона фунтов наличными и драгоценности на такую же сумму.

## Описание
Гэвин попросил Реджа Такера, продавца подержанных автомобилей, у которого не было судимости, провести разведку в банке. Такер открыл счёт на 500 фунтов стерлингов в декабре 1970 года, а два месяца спустя он арендовал сейф в отделении, который посетил в течение следующих нескольких месяцев 13 раз. 
Радиолюбитель Роберт Роулендс поймал переговоры по рации между взломщиками и позвонил в полицию. Полицейские посетили 750 банков, в том числе искомый, однако так и не обнаружили взлом (не заходили внутрь банков). Расследование преступления было закрытым, полиция аргументировала это интересами национальной безопасности. Британские газеты выдвинули несколько версий, в том числе о замешанности в деле члена королевской семьи. В январе 1973 года The Times и некоторые другие газеты объявили о поимке и осуждении грабителей. Однако многие до сих пор считают преступление нераскрытым, что ввело его в ранг «городских легенд». Одна из версий ограбления представлена в фильме 2008 года «Ограбление на Бейкер-стрит»

### Книга
- Bowers, Gordon. The Great Diamond Heist – The Incredible True Story of the Hatton Garden Diamond Geezers. — London : John Blake, 2016. — ISBN 978-1-78606-078-5.
- Camp, Duncan. Underworld: The Definitive History of Britain's Organised Crime. — Kindle. — London : Ebury Publishing, 2019. — ISBN 978-1-4735-6609-5.
- Clarkson, Wensley. Sexy Beasts: The Inside Story of the Hatton Garden Heist. — London : Quercus, 2016. — ISBN 978-1-78429-815-9.
- Dalzell, Tom. The New Partridge Dictionary of Slang and Unconventional English / Tom Dalzell, Terry Victor. — Abingdon, Oxfordshire : Routledge, 2015. — ISBN 978-1-317-37252-3. Архивная копия от 25 апреля 2016 на Wayback Machine
- Morris, Jim. The Who's Who of British Crime in the Twentieth Century. — Stroud, Gloucestershire : Amberley Publishing, 2017. — ISBN 978-1-4456-7202-1.
- Pettifor, Tom. One Last Job / Tom Pettifor, Nick Sommerlad. — London : Mirror Books, 2016. — ISBN 978-1-910335-45-1.
- Woodland, David I. Crime and Corruption at The Yard: Downfall of Scotland Yard. — Barnsley, South Yorkshire : Pen and Sword, 30 May 2015. — ISBN 978-1-4738-3385-2.

### Новостные
- 12 Yard men in the dock. The Guardian. 1976-03-01. p. 26.
- £1.5m tunnel theft from London bank was 'in the style of a Sherlock Holmes short story'. The Times. 1973-01-03. p. 3.
- £30,000 bail for man on bank raid charge. The Times. 1971-11-30. p. 4.
- £30,000 bail for raid charge men. The Times. 1971-12-07. p. 3.
- £30,000 reward offer. The Times. 1971-11-28. p. 2.
- Accused tells of 'shock' over £1.5m bank raid. The Times. 1973-01-06. p. 2.
- Back to Mr Holmes for bank robbery—in Baker Street. The Guardian. 1973-01-03. p. 7.
- Bank raid inquiry. The Times. 1977-10-10. p. 2.
- Bank hearing adjourned. The Guardian. 1977-10-15. p. 2.
- Borrell, Clive (1971-09-14). Bank raiders get thousands after radio ham warning and police check. The Times. p. 1.
- Borrell, Clive (1973-01-27). Four jailed for London's biggest bank theft. The Times. p. 1.
- The courts: Unsafe deposits. The Guardian. 1977-10-01. p. 9.
- Campbell, Duncan (2013-04-09). The Great Train Robbery: Why do we have such a peculiar romantic fondness for thieves?. The New Statesman. Архивировано 31 октября 2020. Дата обращения: 1 ноября 2020.
- Campbell, Duncan (2016-01-23). One last job: the inside story of the Hatton Garden heist. The Guardian. Архивировано 23 мая 2020. Дата обращения: 1 ноября 2020.
- Ethereal dialogue from a fume-filled vault. The Times. 1971-09-14. p. 4.
- Ezard, John (1971-09-14). Police inquiry into 'missed' bank raid. The Guardian. p. 1.
- Ezard, John (1971-09-15). Four are sought after big raid. The Guardian. p. 28.
- Five on bank raid charges. The Guardian. 1971-11-02. p. 7.
- Harvey, Peter (1973-01-27). The £3M haul of Mr Big. The Guardian. p. 1.
- Heimbrod, Camille (2018-12-23). Princess Margaret Love Affair Reportedly Linked To Bank Robbery. International Business Times. Архивировано 29 октября 2020. Дата обращения: 1 ноября 2020.
- Johnston, Ian (2016-01-18). Hatton Garden Heist: burglar 'found evidence of Tory minister abusing children' in previous robbery. The Independent. Архивировано 9 января 2017. Дата обращения: 1 ноября 2020.
- Judge will visit scene of bank raid today. The Times. 1977-10-13. p. 2.
- Lashmar, Paul (2016-01-16). Exposed: Hatton Garden raider's role in Britain's biggest bank job. The Independent. p. 10.
- Lawrence, Will (2008-02-15). Revisiting the riddle of Baker Street. The Daily Telegraph. Архивировано 23 января 2018.
- Men on notes charge get bail of £75,000. The Times. 1971-11-16. p. 5.
- 'Negligence' claims on bank over £3m raid. The Times. 1977-10-11. p. 4.
- Raided bank is sued. The Observer. 1973-03-18. p. 3.
- Self preservation societies: a brief history of heists. The Daily Telegraph. Архивировано 8 ноября 2020. Дата обращения: 18 сентября 2019.
- Sorting of gems 'like a market'. The Guardian. 1977-10-13. p. 3.
- Tendler, Stewart (1976-02-02). Yard corruption inquiry nearing end. The Times. p. 1.
- Thorpe, Vanessa (2007-03-11). Untold story of Baker Street bank robbery: Film uses informer's revelations on unsolved 1971 crime. The Observer. p. 17.
- Three are charged with £1,250,000 bank raid. The Times. 1971-11-02. p. 4.
- Two not guilty of handling. The Guardian. 1973-01-24. p. 7.
- Why 'true crime' is a hard job to pull off. The Irish Times. 2008-03-01. p. 6.
- Yard inquiry into 'let down' over bank raid. The Times. 1971-09-14. p. 4.

### Сетевые
- The Bank Job. Empire Cinemas. Дата обращения: 23 сентября 2019. Архивировано 8 ноября 2020 года.
- Benjamin Wolfe, Thomas Gray Stephen, Reginald Samuel Tucker and Anthony Gavin: convicted... The National Archives. Дата обращения: 21 сентября 2019. Архивировано 8 ноября 2020 года.
- British Council Film: The Bank Job. The British Council (17 декабря 2008). Дата обращения: 23 сентября 2019. Архивировано 23 сентября 2019 года.
- Clark, Gregory. The Annual RPI and Average Earnings for Britain, 1209 to Present (New Series). MeasuringWorth (2018). Дата обращения: 30 января 2018. Архивировано 17 декабря 2017 года.
- Closed extracts: Approximately 800 pages. The National Archives. Дата обращения: 21 сентября 2019. Архивировано 21 октября 2020 года.
- Helping Britain Prosper 1765 – 2015. Lloyds Banking Group (январь 2015). Дата обращения: 16 сентября 2019. Архивировано 20 октября 2020 года.
- burglary. A Dictionary of Law. Oxford University Press (2018). Дата обращения: 21 сентября 2019. Архивировано 8 ноября 2020 года.
- robbery. A Dictionary of Law. Oxford University Press (2018). Дата обращения: 21 сентября 2019. Архивировано 21 сентября 2019 года.

### Другие
- The Baker Street Robbery (DVD cover). Title Role Productions. 2013.
- The Baker Street Robbery (Television production). Britain's Biggest Heists. History Channel. 2011.